# Пресман Лев Маркович
Пресман Лев Маркович (* 15 грудня 1908, Житомир — † 20 квітня 1994, Київ) — український актор і театральний режисер, соліст і режисер Київської оперети (1936–1985), режисер Київського єврейського театру «Мазлтов».

## Життєпис
Народився 1908 року в Житомирі в сім'ї відомих ювелірів.
1928 року поступив у Київську консерваторію, але залишив навчання через два роки, надавши перевагу роботі в Київському театрі російської драми. У 1930–1934 — актор цього театру.
1934–1936 — соліст-вокаліст Київського театру опери та балету.
1936 — закінчив Київську консерваторію.
1936–1985 — актор і режисер Київської оперети. В роки війни разом з театром працював в Алма-Аті. Як актор і соліст зіграв майже всі провідні партії репертуару цього театру. Діапазон його творчості — від героя-коханця до характерних ролей. Як режисер цього театру з 1970 року ставив в основному оперети класичного репертуару. Багато спектаклів він також поставив в театрі його рідного Житомира.
На початку 1990-х років у поважному віці працював режисером-постановником у Київському єврейському театрі «Мазлтов», був одним з його організаторів і натхненників.
Пішов з життя у квітні 1994. Не маючи нагород з боку офіційної влади, користувався великою популярністю серед прихильників його творчості і повагою серед колег по роботі і вдячних учнів.

## Ролі
- Андрійко («Весілля в Малинівці» О. Рябова)
- Едвін, Феррі («Сільва» І. Кальмана)
- Айзенштайн («Кажан» Й. Штрауса)
- Містер Ікс («Принцеса цирку» І. Кальмана)
- Данило («Весела вдова» Ф. Легара)
- Шандор («Останній чардаш» І. Кальмана)

## Поставив
Київська оперета
- «Блакитна мазурка» Ф. Легара
- «Ніч у Венеції» Й. Штрауса
- «Майська ніч» О. Рябова
- «Сільва» І. Кальмана
- «Євреї нашого двору» за О. Каневським

Житомирський театр
- «Циганський барон» Й. Штрауса
- «Сільва», «Баядера» І. Кальмана

Театр «Мазлтов»
- «Чарівниця»